# 奥山静香
奥山 静香（おくやま しずか、8月30日 - ）は日本の俳優。山形県出身。劇団シアターキューブリック所属。

## 経歴
劇団シアターキューブリック旗揚げから参加。
育児休業中ではあるが2011年から劇団の女性メンバーで結成された「帰ってきたキューピッドガールズ」のリーダー・オクヤマ化粧品店。
『パンダ舎』として舞台衣裳を手掛ける。
2018年に育休から舞台復帰。